# Кутаков Дмитро Олександрович
Дмитро Олександрович Кутаков (нар. 7 жовтня 1977) — український футболіст, футзаліст та дитячий тренер, згодом — український футбольний арбітр.

## Кар'єра гравця
З 1996 по 2000 рік виступав за футзальні клуби «Уніспорт» (Київ), СК «Рудня» (с. Рудня), і аматорський клуб «Добро» (Київ). У сезоні 1996/97 років провів 2 поєдинки в аматорському чемпіонаті України за броварський «Будівельник».

## Кар'єра арбітра
По завершенні кар'єри гравця став футбольним арбітром. З 2001 року обслуговував регіональні футбольні змагання, з 2004 року — поєдинки ДЮФЛУ. У сезоні 2006/07 років працював на матчах аматорського чемпіонату України. З 2006 року обслуговував матчі Другої, а з 2008 року — першої ліг чемпіонату України. З 2012 року працює на матчах Прем'єр-ліги. Дебют — 13 липня 2012 року в поєдинку 1-о туру «Волинь» (Луцьк) - «Карпати» (Львів) (1:1).

## Освіта
1996 року закінчив Броварське вище училище фізичної культури за спеціальністю «тренер зі спорту». 1999 року закінчив Національний університет фізичного виховання і спорту України за спеціальністю — «Олімпійський та професіональний спорт», кваліфікація — «тренер з футболу». 2006 року закінчив Національну академію державної податкової служби України, базова вища освіта  — «Право й бакалавр з Права».

## Кар'єра тренера
Працює старшим тренером дитячо-юнацької футбольної академії «Броварія» (Бровари).

## Особисте життя
Брат-близнюк Андрій — також футбольний арбітр, обслуговує матчі Першої ліги. Виступав разом з Дмитром за футзальні клуби, а також у ФК «Будівельник» (Бровари).